# Soko Yamaoka
Soko Yamaoka –en japonés, 山岡 聡子, Yamaoka Soko– (Nagano, 29 de mayo de 1974) es una deportista japonesa que compitió en snowboard. Ganó una medalla de plata en el Campeonato Mundial de Snowboard de 2007, en la prueba de halfpipe.

## Medallero internacional
| Campeonato Mundial | Campeonato Mundial | Campeonato Mundial | Campeonato Mundial |
| Año                | Lugar              | Medalla            | Competición        |
| ------------------ | ------------------ | ------------------ | ------------------ |
| 2007               | Arosa (Suiza)      | Medalla de plata   | Halfpipe           |